# Holacracia
Holacracia é um sistema organizacional no qual a autoridade e a tomada de decisão é distribuída a uma holarquia de grupos auto-organizados, abrindo mão, assim, da corrente hierarquia vigente. A Holacracia já foi adotada em organizações lucrativas e não lucrativas em Portugal, Austrália, Alemanha, Estados Unidos, França, Nova Zelândia, Suíça e Reino Unido.

## Origem
A holacracia foi primeiramente implantada em 2007 na Ternary Software, em Exton, Pennsylvania, empresa fundada por Brian Robertson que se tornou notória devido à experimentação dessa forma ultrademocrática de governança organizacional. Em 2010, ele desenvolveu a Constituição da Holacracia, a qual estabelece os princípios e práticas do sistema e tem servido de fundamento às empresas que a adotam.
Em Junho de 2015, Robertson lançou o livro Holacracy: The New Management System for a Rapidly Changing World, que detalha e explica as práticas da holacracia. 
O termo holacracia é derivado da palavra holarquia, cunhado por  Arthur Koestler em seu livro Fantasma na Máquina. Uma holarquia é composta por holons (do grego:  ὅλον, holon forma neutra de ὅλος, holos "todo"; "holarquia" foi uma forma mais regular) ou unidades que são autônomas e autossuficientes, mas dependentes do todo maior a que participam. Assim, uma holarquia é uma hierarquia de holons autorreguláveis que funcionam tanto como totalidades autônomas quanto partes dependentes.